# Leni Klum
Leni Klum (New York, 2004. május 4. –) amerikai modell, Heidi Klum lánya.

## Élete
2004-ben született Heidi Klum és Flavio Briatore Forma–1-es menedzser lányaként. Annak érdekében hogy megkapja az amerikai állampolgárságot, anyja New Yorkban szülte meg. 2009-ben Leni Klumot Seal, anyja akkori férje fogadta örökbe, aki után megkapta a Samuel vezetéknevet. Három fiatalabb féltestvére van.
2021 januárjában édesanyjával együtt szerepelt a Vogue Germany címlapján: a fotós Chris Colls volt. Egy cikk  is megjelent róla a Vogue nemzetközi weboldalán. Ugyanebben a hónapban jelent meg első önálló borítója a Hunger Magazine-ban, amelyet Rankin fényképezett.
2021 januárjában ő nyitotta meg a digitális Berlini Divathetet.  Ez volt az első megjelenése a kifutón. Az erről szóló nemzetközi tudósítások a USA Today-től a Corriere della Sera hétvégi magazinján, az IOdonna-n, a Daily Mirroron és a People-en át a Women's Wear Daily-ig terjedtek.

## Fordítás
- Ez a szócikk részben vagy egészben  a   Leni Klum című német Wikipédia-szócikk ezen változatának fordításán alapul.  Az eredeti cikk szerkesztőit annak laptörténete sorolja fel. Ez a jelzés csupán a megfogalmazás eredetét és a szerzői jogokat jelzi, nem szolgál a cikkben szereplő információk forrásmegjelöléseként.